# Orthomorpha aspera
Orthomorpha aspera är en mångfotingart som först beskrevs av Ludwig Carl Christian Koch 1867.  Orthomorpha aspera ingår i släktet Orthomorpha och familjen orangeridubbelfotingar. Inga underarter finns listade i Catalogue of Life.